# Cunene (folyó)

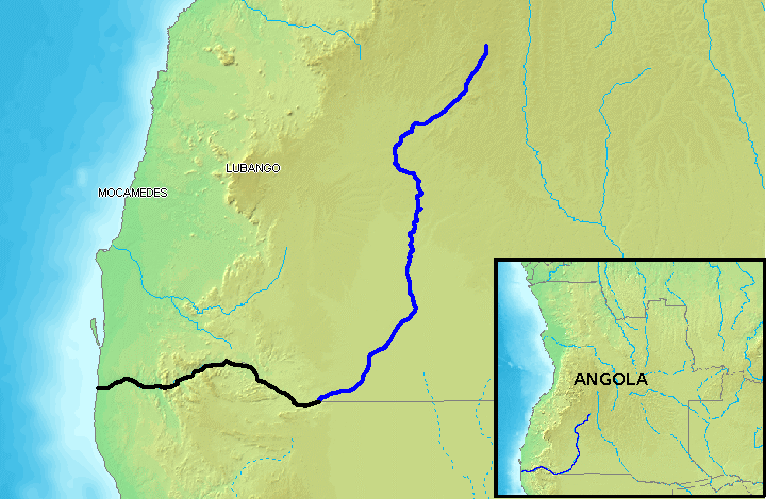
Cunene folyó

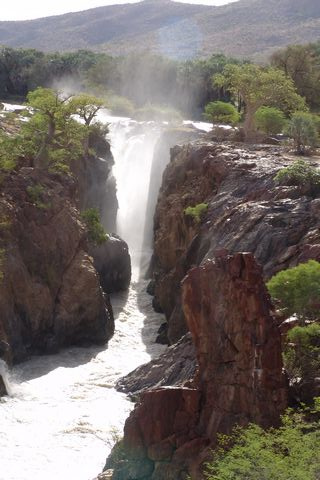
Epupa-vízesés

A Cunene (Namíbiában Kunene) egy folyó Délnyugat-Afrikában. A Bié-felföldön 1800 m magasságban eredő Cunene először déli irányba folyik, majd nyugatnak fordulva a Csontvázparton torkollik az Atlanti-óceánba, hosszú szakaszon határt képezve Angola és Namíbia között. A régióban található kevés állandó folyó egyike. Hossza: 1207 km, vízgyűjtő területe: 109 832 km². Átlagos vízhozama a torkolatnál: 174 m³/s, évszakonként igen jelentős eltéréssel. Rohanó folyását gyakran törik meg vízesések, amelyek közül a Ruacana és az Epupa a leghíresebbek.